# فيرناندو إتشافاري
فيرناندو إتشافاري إراسون (بالإسبانية: Fernando Echávarri Erasun، ولد في 13 أغسطس 1971، سانتاندير، إسبانيا) لاعب إسباني، يتنافس في سباق القوارب الشراعية، يشارك في فئة Tornado برفقة مواطنه الإسباني أنطون باث بلانكو.
حصل على الميدالية الذهبية في دورة الألعاب الأولمبية الصيفية 2008 في بكين، كما حاز على ميداليتين ذهبيتين في بطولات العالم للشراع في فئة Tornado، وعلى الميدالية الذهبية في بطولة أوروبا للشراع في فئة Tornado، وعلى الميدالية الذهبية في بطولة أوروبا للشراع في فئة Star.

## إنجازاته

### الألعاب الأولمبية الصيفية
- 2008 بكين  الصين:  ميدالية ذهبية للشراع في فئة Tornado.

### بطولة العالم للقوارب الشراعية فئة Tornado
- 2005 لا روشيل  فرنسا:  ميدالية ذهبية للشراع في فئة Tornado.
- 2007 كاسكايس  البرتغال:  ميدالية ذهبية للشراع في فئة Tornado.

### بطولة أوروبا للقوارب الشراعية فئة Tornado
- 2005 فاستيرفيك  السويد:  ميدالية ذهبية للشراع في فئة Tornado.

### بطولة أوروبا للقوارب الشراعية فئة Star
- 2011 هلسنكي  فنلندا:  ميدالية ذهبية للشراع في فئة Star.

## روابط خارجية
- فيرناندو إتشافاري على موقع الاتحاد الدولي للملاحة الشراعية (موقع جديد) (الإنجليزية)
- فيرناندو إتشافاري على موقع الاتحاد الدولي للملاحة الشراعية (موقع قديم) (الإنجليزية)
- فيرناندو إتشافاري على موقع اللجنة الأولمبية الدولية (الإنجليزية)
- فيرناندو إتشافاري على موقع أوليمبيديا (الإنجليزية)
- فيرناندو إتشافاري على موقع اللجنة الأولمبية الإسبانية (الإسبانية)